# Damallsvenskan 2008
La Damallsvenskan 2008 è stata la 21ª edizione della massima divisione del campionato svedese femminile di calcio. Il campionato è iniziato il 6 aprile 2008 e si è concluso il successivo 18 ottobre. L'Umeå IK ha vinto il campionato per la settima volta nella sua storia sportiva.

## Stagione

### Novità
Dalla Damallsvenskan 2007 sono stati retrocessi in Division 1 il Falköping e il QBIK. Dalla Division 1 sono stati promossi il Kristianstads DFF e l'Umeå Södra.

### Formato
Le 12 squadre si affrontano in un girone all'italiana con partite di andata e ritorno, per un totale di 22 giornate. La squadra prima classificata è campione di Svezia, mentre le ultime due classificate retrocedono in Division 1. Le prime due classificate sono ammesse alla UEFA Women's Champions League 2009-2010.

## Squadre partecipanti
| Club                 | Città        | Stadio                    | Stagione 2007                |
| -------------------- | ------------ | ------------------------- | ---------------------------- |
| AIK                  | Solna        | Skytteholms Idrottsplats  | 10º posto in Damallsvenskan  |
| Bälinge              | Bälinge      | Årsta IP Konstgräs        | 9º posto in Damallsvenskan   |
| Djurgården           | Stoccolma    | Stadio Olimpico           | 2º posto in Damallsvenskan   |
| Hammarby             | Stoccolma    | Zinkensdamms Idrottsplats | 8º posto in Damallsvenskan   |
| KIF Örebro           | Örebro       | Behrn Arena               | 7º posto in Damallsvenskan   |
| Kopparbergs/Göteborg | Göteborg     | Valhalla Idrottsplats     | 4º posto in Damallsvenskan   |
| Kristianstads DFF    | Kristianstad | Vilans Idrottsplats       | 1º posto in Division 1 Södra |
| LdB Malmö            | Malmö        | Malmö Idrottsplats        | 3º posto in Damallsvenskan   |
| Linköping            | Linköping    | Linköping Arena           | 6º posto in Damallsvenskan   |
| Sunnanå SK           | Skellefteå   | Norrvalla Idrottsplats    | 5º posto in Damallsvenskan   |
| Umeå IK              | Umeå         | Gammliavallen             | Campione di Svezia           |
| Umeå Södra           | Sodra, Umeå  | Gammliavallen             | 1º posto in Division 1 Norra |

## Classifica finale
Fonte: sito ufficiale.
|  | Pos. | Squadra              | Pt | G  | V  | N | P  | GF | GS | DR  |
|  | ---- | -------------------- | -- | -- | -- | - | -- | -- | -- | --- |
|  | 1.   | Umeå IK              | 57 | 22 | 18 | 3 | 1  | 80 | 17 | +63 |
|  | 2.   | Linköping            | 53 | 22 | 17 | 2 | 3  | 54 | 19 | +35 |
|  | 3.   | LdB Malmö            | 51 | 22 | 16 | 3 | 3  | 62 | 22 | +40 |
|  | 4.   | AIK                  | 45 | 22 | 14 | 3 | 5  | 49 | 18 | +31 |
|  | 5.   | Djurgården           | 33 | 22 | 9  | 6 | 7  | 38 | 29 | +9  |
|  | 6.   | Kopparbergs/Göteborg | 30 | 22 | 10 | 0 | 12 | 45 | 38 | +7  |
|  | 7.   | KIF Örebro           | 30 | 22 | 19 | 3 | 10 | 23 | 31 | -8  |
|  | 8.   | Hammarby             | 25 | 22 | 7  | 4 | 11 | 23 | 41 | -18 |
|  | 9.   | Kristianstads DFF    | 20 | 22 | 6  | 2 | 14 | 23 | 54 | -31 |
|  | 10.  | Sunnanå SK           | 19 | 22 | 5  | 4 | 13 | 27 | 37 | -10 |
|  | 11.  | Umeå Södra           | 9  | 22 | 2  | 3 | 17 | 13 | 73 | -60 |
|  | 12.  | Bälinge              | 5  | 22 | 0  | 5 | 17 | 9  | 67 | -58 |

Legenda:
      Campione di Svezia e ammessa alla UEFA Women's Champions League 2009-2010.
      Ammessa alla UEFA Women's Champions League 2009-2010.
      Retrocesse in Division 1.
Note:
Tre punti a vittoria, uno a pareggio, zero a sconfitta.

## Risultati

### Tabellone
|              | AIK  | Bäl  | Dju  | Ham  | KIF  | KGö  | Kri  | LdB  | Lin  | Sun  | UmI  | UmS  |
| ------------ | ---- | ---- | ---- | ---- | ---- | ---- | ---- | ---- | ---- | ---- | ---- | ---- |
| AIK          | ---- | 4-0  | 2-0  | 1-1  | 3-1  | 1-2  | 4-0  | 2-1  | 3-2  | 1-0  | 0-1  | 4-1  |
| Bälinge      | 0-3  | ---- | 1-1  | 0-2  | 0-0  | 1-3  | 0-0  | 0-3  | 0-4  | 1-3  | 2-5  | 1-1  |
| Djurgården   | 1-1  | 6-0  | ---- | 3-1  | 2-1  | 3-0  | 2-1  | 2-3  | 0-0  | 1-0  | 2-2  | 2-0  |
| Hammarby     | 0-3  | 1-0  | 3-0  | ---- | 1-1  | 3-1  | 0-1  | 1-7  | 0-3  | 2-1  | 1-2  | 2-0  |
| KIF Örebro   | 0-4  | 3-0  | 1-0  | 1-0  | ---- | 1-0  | 1-0  | 0-0  | 1-2  | 2-1  | 0-2  | 3-1  |
| K. Göteborg  | 0-5  | 5-0  | 3-4  | 3-0  | 3-0  | ---- | 4-1  | 1-4  | 0-3  | 4-1  | 0-2  | 9-0  |
| Kristianstad | 1-2  | 4-1  | 2-1  | 1-3  | 1-3  | 3-2  | ---- | 0-1  | 0-7  | 3-2  | 0-2  | 2-0  |
| LdB Malmö    | 1-0  | 4-0  | 1-1  | 4-0  | 4-0  | 3-2  | 4-0  | ---- | 1-3  | 5-2  | 2-2  | 3-1  |
| Linköping    | 1-0  | 2-0  | 2-1  | 2-1  | 1-0  | 2-0  | 2-0  | 2-3  | ---- | 3-1  | 1-4  | 4-0  |
| Sunnanå      | 1-1  | 0-0  | 1-0  | 0-0  | 2-0  | 0-1  | 4-2  | 0-1  | 2-2  | ---- | 0-1  | 5-0  |
| Umeå IK      | 3-0  | 11-1 | 3-3  | 6-0  | 3-0  | 1-0  | 8-0  | 3-2  | 2-3  | 5-0  | ---- | 6-0  |
| Umeå Södra   | 1-5  | 2-1  | 1-3  | 1-1  | 1-4  | 0-2  | 1-1  | 0-5  | 0-3  | 2-1  | 0-6  | ---- |

## Statistiche

### Classifica marcatrici
Fonte: sito ufficiale.
| Gol |  |  | Giocatore         | Squadra      |
| --- |  |  | ----------------- | ------------ |
| 23  |  |  | Manon Melis       | LdB Malmö    |
| 23  |  |  | Marta             | Umeå IK      |
| 18  |  |  | Madelaine Edlund  | Umeå IK      |
| 16  |  |  | Sara Lindén       | K. Göteborg  |
| 14  |  |  | Lisa De Vanna     | AIK          |
| 13  |  |  | Victoria Svensson | Djurgården   |
| 12  |  |  | Linnea Liljegärd  | K. Göteborg  |
| 11  |  |  | Jessica Landström | Linköping    |
| 10  |  |  | Johanna Rasmussen | Umeå IK      |
| 10  |  |  | Frida Sjöfors     | Kristianstad |
| 10  |  |  | Therese Sjögran   | LdB FC Malmö |